# Natasa Gkotzī
Anastasia Gkotzī, detta Natasa (in greco Αναστασία "Νατάσα" Γκοτζή?; Patrasso, 4 aprile 1987), è un'ex cestista greca.

## Carriera
Con la Grecia ha disputato i Campionati europei del 2015.